# Achlidon
Achlidon is een geslacht van kreeftachtigen uit de klasse van de Malacostraca (hogere kreeftachtigen).

## Soorten
- Achlidon agrestis (Rathbun, 1898)
- Achlidon puntarenas (H.H.III Hobbs, 1991)